# Comuna Krasnosilka, Krîjopil
Krasnosilka (în ucraineană Красносілка) este o comună în raionul Krîjopil, regiunea Vinnița, Ucraina, formată din satele Krasnosilka (reședința), Zalissea și Zeleneanka.

## Demografie
Componența lingvistică a satului Krasnosilka
     Ucraineană (99,02%)
     Alte limbi (0,9%)
Conform recensământului din 2001, majoritatea populației satului Krasnosilka era vorbitoare de ucraineană (99,02%), existând în minoritate și vorbitori de alte limbi.